# José Manuel de Goyeneche y Gamio
José Manuel de Goyeneche y Gamio (Arequipa, 1831-Madrid, 1893) fue un político español, senador por derecho propio durante el reinado de Isabel II y en las Cortes de la Restauración. Ostentó los títulos nobiliarios de ii conde de Guaqui, duque consorte de Villahermosa y grande de España.  

## Biografía
Nació en la ciudad de Arequipa el 28 de mayo de 1831 y fue bautizado el mismo día en la iglesia catedral de dicha ciudad peruana por su tío José Sebastián de Goyeneche, obispo de Arequipa, arzobispo de Lima y primado del Perú. Pasó su infancia en su ciudad natal, y al término de sus estudios primarios fue enviado por sus padres, junto con su hermano Juan Mariano, a proseguir sus estudios en la península.
El conde de Guaqui fue senador del reino por derecho propio en 1877, formando en las filas conservadoras, y se distinguió mucho por la convicción y el entusiasmo con que defendió en repetidas ocasiones los intereses católicos. Asimismo fue consejero del Consejo de Agricultura, Industria y Comercio. En 1858 fue nombrado gentilhombre de cámara con ejercicio.
Favorable a la Unión Católica de Alejandro Pidal, fue redactor del diario La Unión. Fundó la Asociación Protectora de Artesanos Pobres y fue cofundador del diario católico El Universo. Fue caballero profeso de la Orden de Santiago, caballero de honor y devoción de la Orden de Malta, caballero de la Real Maestranza de Caballería de Zaragoza, caballero gran cruz de la Orden de Carlos III y caballero de la Orden de San Gregorio Magno.
Casó en la localidad guipuzcoana de Zarauz en 1862 con María del Carmen Azlor de Aragón e Idiáquez, duquesa de Villahermosa y de Luna, dama de las reinas Isabel II, María de las Mercedes y María Cristina. Junto con sus hermanos aportó los fondos necesarios para la restauración del castillo de Javier, propiedad de su mujer, y la edificación de la basílica adosada al mismo. Los condes de Guaqui fueron muy conocidos mecenas de la cultura y las artes a través de la Fundación Villahermosa-Guaqui y los protectores más conocidos del gran escritor José Zorrilla.
José Manuel falleció en su Palacio de Villahermosa en 1893 y fue enterrado primeramente en el panteón familiar de la localidad zaragozana de Pedrola y posteriormente trasladado a la cripta del Castillo de Javier, en Navarra.